# Махасена
Махасена — король на Шрі-Ланці, який правив з 277 по 304 роки в Анурадхапурі. Він розпочав будівництво великих резервуарів та водосховищ на Шрі-Ланці і побудував шістнадцять таких водойм. Махасена був прихильником буддійської течії Махаяна і ставши королем, переслідував буддистів, які належали до школи Тхеравада. Він зруйнував кілька їхніх храмів, включаючи головний їхній храм Махавіхара. Згодом він усвідомив свою неправоту. Щоб спокутувати провину, він побудував ступу Джетавана. Співвітчизники Махасени вважали його богом або девою після будівництва резервуару Міннерія.

## Дискримінація буддизму тхеравади
Махасена був молодшим сином короля Готабаї, який правив країною з 253 по 266 роки. Його старшим братом і попередником на престолі був Джетха Тісса, який був королем з 266 по 275 рік. Махасена і Джетха Тісса отримали освіту у буддистського ченця на ім'я Сангхамітта, який був послідовником доктрини Вайтулі. Махасена також став послідовником цієї доктрини, яка була пов'язана з буддизмом Махаяни. Буддизм Тхеравада традиційно був офіційною релігією країни. Однак, коли Махасена зайняв престол, він наказав монахам найбільшого храму Тхеравади Махавіхара, прийняти вчення Махаяни. Коли вони відмовилися, Махасена заборонив своїм співвітчизникам давати їжу монахам Тхеравади та встановив штраф за порушення цього правила. В результаті буддистські ченці покинули Анурадхапуру і переїхали до царства Рухуна на півдні острова.
Махасена знищив Махавіхару, а отримані звідти матеріали були використані для будівництва Джетаванарамая. Палац Ловамахапая, який належав Махавіхарі, також був зруйнований. Після цього випадку головний міністр і друг короля Мегхаваннабая збунтувався і підняв проти нього армію в Рухуні. Король прийшов зі своїм військом, щоб перемогти Мегхаваннабая, і розташувався табором навпроти табору повстанців. У ніч перед битвою Мегхаваннабая зумів увійти в табір Махасени і переконав його припинити насильство проти буддистів Тхеравади. Махасена погодився припинити насильство і уклав мир з Мегхаваннабаєю, а пізніше відбудував Махавіхару.
Махасена побудував ступу Джетавана на землі, що належала Махавіхарі. Це найвища ступа на Шрі-Ланці та одна з найвищих у світі. Він також побудував інші храми, такі як Гоканна, Міннерія та Каландака.
Хроніка Махавамса стверджує, що Махасена побудував шістнадцять великих водосховищ і два зрошувальні канали. Найбільшим серед них є водосховище Міннерія, що займає площу 18,9 км2. Водойма має окружність 34 км і його 13-метрова набережна сягає 2,01 км завдовжки. Водосховище Міннерія забезпечує водою велику територію, а його водопостачання підтримується каналом Елахара.

На додаток до водосховищ Махасена також побудував канал Паббатанта Ела, а також завершив канал Елахара Ела, будівництво якого розпочав король Васабха.

## Стосунки з земляками
Під час кампанії Махасени проти тхеравади його співвітчизники обернулися проти нього, і ця опозиція навіть призвела до повстань проти нього. Навіть командувач його армією Мегхаварнабая виступив проти нього. Це призвело до вбивства кількох королівських чиновників, у тому числі ченця Сангхамітти, вчителя короля.
Однак після того, як Махасена відбудував Махавіхару та побудував і відремонтував кілька водосховищ, щоб покращити сільське господарство в країні, опозиція людей до нього зменшилася. Після будівництва водосховища Міннерія Махасену вважали богом або божеством і називали Міннері Девійо (Бог Міннерії). Після його смерті біля водосховища Міннерія для нього було споруджено святилище, залишки якого можна побачити донині.
Махасена помер у 301 році, і з його смертю також закінчується Махавамса, написана буддійським ченцем Маханамою.